# TT157
| V30 | E34 · n · n | f |

| V30 | E34 · n · n | f |

TT157 (Theban Tomb 157) è la sigla che identifica una delle Tombe dei Nobili ubicate nell’area della cosiddetta Necropoli Tebana, sulla sponda occidentale del Nilo dinanzi alla città di Luxor, in Egitto. Destinata a sepolture di nobili e funzionari connessi alle case regnanti, specie del Nuovo Regno, l'area venne sfruttata, come necropoli, fin dall'Antico Regno e, successivamente, sino al periodo Saitico (con la XXVI dinastia) e Tolemaico.

## Titolare
TT157 era la tomba di:
| Titolare   | Titolo                | Necropoli       | Dinastia/Periodo         | Note                                                                   |
| ---------- | --------------------- | --------------- | ------------------------ | ---------------------------------------------------------------------- |
| Nebwenenef | Primo Profeta di Amon | Dra Abu el-Naga | XIX dinastia (Ramses II) | sopra e leggermente a nord della casa bianca di Abdullah Ahmed Soliman |

## Biografia
Unica notizia biografica ricavabile dalle pitture parietali, il nome della moglie, Takhat, Superiora dell'harem di Amon e Cantatrice di Iside.

## La tomba
Planimetricamente la tomba si presenta con forma a "T" rovesciata tipica delle sepolture del periodo, con una sala trasversale, il cui soffitto è retto da dodici pilastri, e da una sala perpendicolare alla prima; anche in questo caso, il soffitto è sorretto da ugual numero di pilastri. Un corridoio, sulle cui pareti (1 in planimetria) il defunto in adorazione, inno a Ra, quattro sciacalli e rappresentazione delle Anime di Pe e Nekhen, adduce a una sala trasversale con soffitto sorretto da dodici pilastri (di cui quattro molto danneggiati). Sulle pareti: (2) su due registri sovrapposti, brani del Libro delle Porte e il defunto in adorazione di divinità tra cui Nefertum, i Figli di Horo Imset, Hapi, Duamutef e Qebehsenuf, Thot e il pilastro Djed; poco oltre (3) brani dal Libro delle Porte e il defunto dinanzi a Osiride e Hathor. In una nicchia sul lato corto occidentale (4) si trovano le statue del defunto e della moglie, rappresentazione ripetuta sul lato corto opposto in due nicchie (10-11). Sulla parete più lunga (5) il defunto dinanzi a Osiride e Hathor e (6), su due registri sovrapposti, brani in onore della festa di Sokar con il defunto in offertorio a un re (?), un portatore di scatola contenente abiti colorati e il defunto con parenti e suonatori di flauto e nacchere. Segue (7) l'innalzamento del pilastro Djed alla presenza di sei divinità: Iside, Nephtys, Thot, Imhotep, Osiride e Ra-Horakhti. Oltre la porta che dà accesso alla sala perpendicolare, (13-12) brani del Libro delle Porte, scene di psicostasia e di Confessione negativa. Sul lato corto due nicchie di cui si è già detto (11-10), mentre sul lato lungo (9) su due registri brani del Libro delle Porte e (8) il defunto, seguito da portatori di flabello e preti con la nomina a Primo Profeta di Amon a cura di Ramses II, in presenza della regina Merymut Nefertari.
Un corridoio, sulle cui pareti (14) è rappresentato il defunto in offertorio allo sciacallo Anubi, adduce alla sala perpendicolare alla precedente con dodici pilastri; sulle pareti: (15) resti di dipinto del defunto e della famiglia che praticano l'uccellagione e del defunto (16) che pesca in un laghetto, scene di vendemmia e barche su un canale. Poco oltre (17), testi propiziatori e preti in due file che recano vasi e giare di offerte; seguono, su due registri (18) testi di offertorio dinanzi a divinità, il defunto e la moglie in barca nell'atto di arpionare una tartaruga e un ippopotamo e (19) testi e scene della processione funeraria con statue trainate, Osiride e Iside alata.
Un breve corridoio immette in una sala più interna, con diramazioni non ultimate, sulle cui pareti (21) i resti di scene mitologiche (?) e (22) il defunto e la moglie in adorazione di Osiride, ANubi, Hathor e Horus.
Provengono da questa tomba:
- mattone sacro con il nome del defunto, oggi al Ägyptisches Museum und Papyrussammlung di Berlino (cat. 1618);
- mattone sacro con il nome del defunto, oggi al Museo egizio del Cairo (cat. 10.4.23.7)[6].

### Annotazioni
1. ↑  La numerazione dei locali e delle pareti segue quella di Porter e Moss 1927, p. 264.
2. ↑  La prima numerazione delle tombe, dalla numero 1 alla 253, risale al 1913 con l’edizione del "Topographical Catalogue of the Private Tombs of Thebes" di Alan Gardiner e Arthur Weigall. Le tombe erano numerate in ordine di scoperta e non geografico; ugualmente in ordine cronologico di scoperta sono le tombe dalla 253 in poi.
3. ↑  I campi della Duat, ovvero l'aldilà egizio, si trovavano, secondo le credenze, proprio sulla riva occidentale del grande fiume.
4. ↑  Nella sua epoca di utilizzo, l'area era nota come "Quella di fronte al suo Signore" (con riferimento alla riva orientale, dove si trovavano le strutture dei Palazzi di residenza dei re e i templi dei principali dei) o, più semplicemente, "Occidente di Tebe".
5. ↑  le Tombe dei Nobili, benché raggruppate in un'unica area, sono di fatto distribuite su più necropoli distinte.
6. ↑  Le note, sovente di inquadramento topografico della tomba, sono tratte dal "Topographical Catalogue" di Gardiner e Weigall, ed. 1913 e fanno perciò riferimento alla situazione dell'epoca.

### Fonti
1. 1 2  Porter e Moss 1927,  p. 266.
2. ↑  Gardiner e Weigall 1913.
3. ↑  Donadoni 1999,  p. 115.
4. ↑  Gardiner e Weigall 1913, pp. 30-31.
5. ↑  Porter e Moss 1927,  p. 265.
6. ↑  Porter e Moss 1927,  pp. 266-268.